# 田舎っぺ
田舎っぺ（いなかっぺ）とは、田舎で産まれ育った人のことである。略称は「かっぺ」。田舎っ兵衛（いなかっぺえ）とも言う。
また、田舎の人を軽蔑する語でもある。